# Tortugaster boschmai
Tortugaster boschmai is een krabbezakjessoort uit de familie van de Peltogastridae. De wetenschappelijke naam van de soort is voor het eerst geldig gepubliceerd in 1939 door Brinkman.